# Dorcadion parinfernale
Dorcadion parinfernale är en skalbaggsart som beskrevs av Stefan von Breuning 1975. Dorcadion parinfernale ingår i släktet Dorcadion och familjen långhorningar. Inga underarter finns listade i Catalogue of Life.